# Michel Cuney
 (juin 2008).
Si vous disposez d'ouvrages ou d'articles de référence ou si vous connaissez des sites web de qualité traitant du thème abordé ici, merci de compléter l'article en donnant les références utiles à sa vérifiabilité et en les liant à la section « Notes et références ».
Michel Cuney est un géologue français reconnu dans le domaine de la prospection des gisements d'uranium.
Directeur de recherche au CNRS, il a participé, dans les années 70, à la création du CREGU. Il est aujourd'hui membre du laboratoire GéoRessources (Université de Lorraine), à Nancy. Toute sa carrière, il a travaillé sur l'uranium, et, plus précisément, sur la métallogénie de l'uranium.

## Biographie
Lors de son séjour à l'Université de Göttingen dans le laboratoire du Professeur H.G.F. Winkler en 1972, Michel Cuney se découvre un intérêt pour "l'étude du fractionnement des éléments au cours des processus magmatiques et métamorphiques". Il passe ensuite une thèse de 3e cycle à Nancy, en 1974, consacrée au gisement d'uranium des Bois Noirs, dans le Massif Central, et une thèse d'État en 1981, consacrée au comportement de l'uranium et du thorium. Il a occupé des fonctions d'expert auprès de divers organismes internationaux, l'Agence internationale de l'énergie atomique (AIEA), l'Organisation de coopération et de développement économiques (OCDE), ou auprès d'un comité issu de la National Academy of Sciences américaine. Il a abondamment publié, et participé au fonctionnement de plusieurs revues scientifiques internationales dans son domaine d'expertise.

## Distinctions et récompenses
- 2010 : élu Fellow de la Society of Economic Geology, et Thayer Lindsley Lecturer (il est le seul chercheur français à avoir eu cet honneur)[3]
- 2013 : Gold Medal SGA-Newmont
- 2013 : prix Reynold Barbier de la Société géologique de France[4]
- 2013 : nomination comme professeur honoraire de l’East China Institute of Technology, Fuzhou (Chine)[5]

## Publication
- L'uranium, Que sais-je?, 1992